# Philip Howard, 20:e earl av Arundel
Philip Howard, 20:e earl av Arundel, England, född 28 oktober 1557 i London, död där 19 juni 1595, var en engelsk ädling, ihågkommen som en av Englands och Wales fyrtio martyrer. 
Arundel, som var äldste son till Thomas Howard, 4:e hertig av Norfolk, hade efter sin mor (av släkten FitzAlan) 1580 ärvt earlvärdigheten. Han och hans familj som alla var katoliker, försökte 1585 fly till utlandet, men han infångades och spärrades in av Elisabet på livstid i Towern. Han var far till Thomas Howard, 21:e earl av Arundel.